# Скалли, Джо
Джо́зеф «Джо» Майкл Ска́лли (англ. Joseph "Joe" Michael Scally; 31 декабря 2002, Лейк-Гров, Нью-Йорк, США) — американский футболист, правый защитник клуба «Боруссия» (Мёнхенгладбах) и сборной США.

## Карьера

### Клубная карьера
Скалли пришёл в академию футбольного клуба «Нью-Йорк Сити» в 2015 году. 21 марта 2018 года клуб подписал с ним контракт по правилу доморощенного игрока, что сделало его в возрасте 15 лет и 80 дней вторым самым молодым профессиональным футболистом США после Фредди Аду. Его профессиональный дебют состоялся 6 июня 2018 года в матче Открытого кубка США против «Нью-Йорк Ред Буллз», в котором он вышел на замену во втором тайме. В MLS дебютировал 2 сентября 2020 года в матче против «Нью-Инглэнд Революшн», выйдя на замену в концовке.
13 ноября 2019 года было объявлено о переходе Скалли в клуб немецкой Бундеслиги «Боруссия Мёнхенгладбах» в январе 2021 года. По сведениям ESPN сумма трансфера первоначально составила около $2 млн и может возрасти в зависимости от бонусов до $7 млн. Вторую половину сезона 2020/21 он провёл в «Боруссии Мёнхенгладбах II» в Региональной лиге «Запад». Дебютировал за «Боруссию U23» 27 февраля 2021 года в матче против «Алеманнии Ахен». 15 мая в матче против «Фортуны Кёльн» забил свой первый гол за вторую «Боруссию». За первую «Боруссию» дебютировал 9 августа в матче первого раунда Кубка Германии 2021/22 против «Кайзерслаутерна». В Бундеслиге дебютировал 13 августа в матче стартового тура сезона 2021/22 против «Баварии». 2 октября в матче против «Вольфсбурга» забил свой первый гол в Бундеслиге. 20 апреля 2023 года Скалли продлил контракт с «Боруссией Мёнхенгладбах» на один год, до июня 2027 года.

### Международная карьера
Скалли начал представлять США на уровне сборной до 15 лет. В 2019 году в составе сборной США до 17 лет участвовал в юношеских чемпионатах КОНКАКАФ и мира.
4 ноября 2021 года Скалли был впервые вызван в старшую сборную США на матчи квалификации чемпионата мира 2022 против сборных Мексики и Ямайки. В заявку на матч с мексиканцами 12 ноября не попал. В матче с ямайцами 16 ноября остался незадействованным запасным. За сборную США Скалли дебютировал 1 июня 2022 года в товарищеском матче со сборной Марокко, выйдя на замену после перерыва между таймами вместо Энтони Робинсона. Был включён в состав сборной на чемпионат мира 2022.

## Достижения
Командные
 сборная США
- Победитель Лиги наций КОНКАКАФ: 2022/23[34]

## Статистика выступлений

### Клубная статистика
| Выступление               | Выступление               | Выступление      | Лига | Лига | Кубок | Кубок | Континент | Континент | Прочие | Прочие | Итого | Итого |
| Клуб                      | Лига                      | Сезон            | Игры | Голы | Игры  | Голы  | Игры      | Голы      | Игры   | Голы   | Игры  | Голы  |
| ------------------------- | ------------------------- | ---------------- | ---- | ---- | ----- | ----- | --------- | --------- | ------ | ------ | ----- | ----- |
| Нью-Йорк Сити             | MLS                       | 2018             | 0    | 0    | 1     | 0     | —         | —         | 0      | 0      | 1     | 0     |
| Нью-Йорк Сити             | MLS                       | 2019             | 0    | 0    | 0     | 0     | —         | —         | 0      | 0      | 0     | 0     |
| Нью-Йорк Сити             | MLS                       | 2020             | 4    | 0    | —     | —     | 1         | 0         | 1      | 0      | 6     | 0     |
| Нью-Йорк Сити             | Итого                     | Итого            | 4    | 0    | 1     | 0     | 1         | 0         | 1      | 0      | 7     | 0     |
| Боруссия Мёнхенгладбах II | Региональная лига «Запад» | 2020/21          | 15   | 1    | —     | —     | —         | —         | —      | —      | 15    | 1     |
| Боруссия Мёнхенгладбах II | Итого                     | Итого            | 15   | 1    | —     | —     | —         | —         | —      | —      | 15    | 1     |
| Боруссия Мёнхенгладбах    | Бундеслига                | 2021/22          | 30   | 1    | 3     | 0     | —         | —         | —      | —      | 33    | 1     |
| Боруссия Мёнхенгладбах    | Бундеслига                | 2022/23          | 28   | 0    | 2     | 1     | —         | —         | —      | —      | 30    | 1     |
| Боруссия Мёнхенгладбах    | Бундеслига                | 2023/24          | 11   | 1    | 2     | 0     | —         | —         | —      | —      | 13    | 1     |
| Боруссия Мёнхенгладбах    | Итого                     | Итого            | 69   | 2    | 7     | 1     | —         | —         | —      | —      | 76    | 3     |
| Всего за карьеру          | Всего за карьеру          | Всего за карьеру | 88   | 3    | 8     | 1     | 1         | 0         | 1      | 0      | 98    | 4     |

### Международная статистика
| Команда | Год   | Игры | Голы |
| ------- | ----- | ---- | ---- |
| США     |       |      |      |
| 2022    | 3     | 0    |      |
| 2023    | 4     | 0    |      |
| Всего   | Всего | 7    | 0    |